# Божји оклоп 2: Операција Кондор
Божји оклоп 2: Операција Кондор (кин: 飛鷹計劃) је хонгконшка акциона комедија из 1991. године, режисера и сценаристе Џекија Чена, који такође тумачи главну улогу. Наставак је филма Божји оклоп из 1986. године. У осталим улогама су Керол Ченг, Ева Кобо де Гарсија и Икеда Шоко. 
У односу на свог претходника, овај филм је сроднији Индијана Џоунс филмском серијалу, а радња филма прати Ченов лик, Џекија / Кондора („Азијски соко” у америчкој дистрибуцији), који се бори против бившег нацисте, како би пре њега пронашао злато из напуштене војне базе, смештене дубоко у пустињи Сахара.
Филм прати наставак Кинески зодијак 12 из 2012. године.

## Радња
Агент Џеки је на новом задатку; креће у потрагу за благом нациста, скривеним у Сахари. Са истом идејом, на исто место, крећу и три опасне лепотице, свака за себе, али повезане на неки начин. Борба и интелигенција одлучиће ко ће први стићи на циљ, а све то је зачињено специфичним хумором мајстора борбе Џекија Чена.

## Улоге
| Глумац               | Улога                                |
| -------------------- | ------------------------------------ |
| Џеки Чен             | Џеки „Азијски Соко / Азијски Кондор” |
| Керол Ченг           | Ејда                                 |
| Ева Кобо дел Гарсија | Елса                                 |
| Шоко Икеда           | Момоко                               |
| Данијел Минц         | Амон                                 |
| Алдо Самбрел         | Адолф                                |
| Божидар Смиљанић     | гроф Банон                           |